# Reformierte Kirche Buchs AG
| AG ist das Kürzel für den Kanton Aargau in der Schweiz. Es wird verwendet, um Verwechslungen mit anderen Einträgen des Namens Buchs zu vermeiden. |

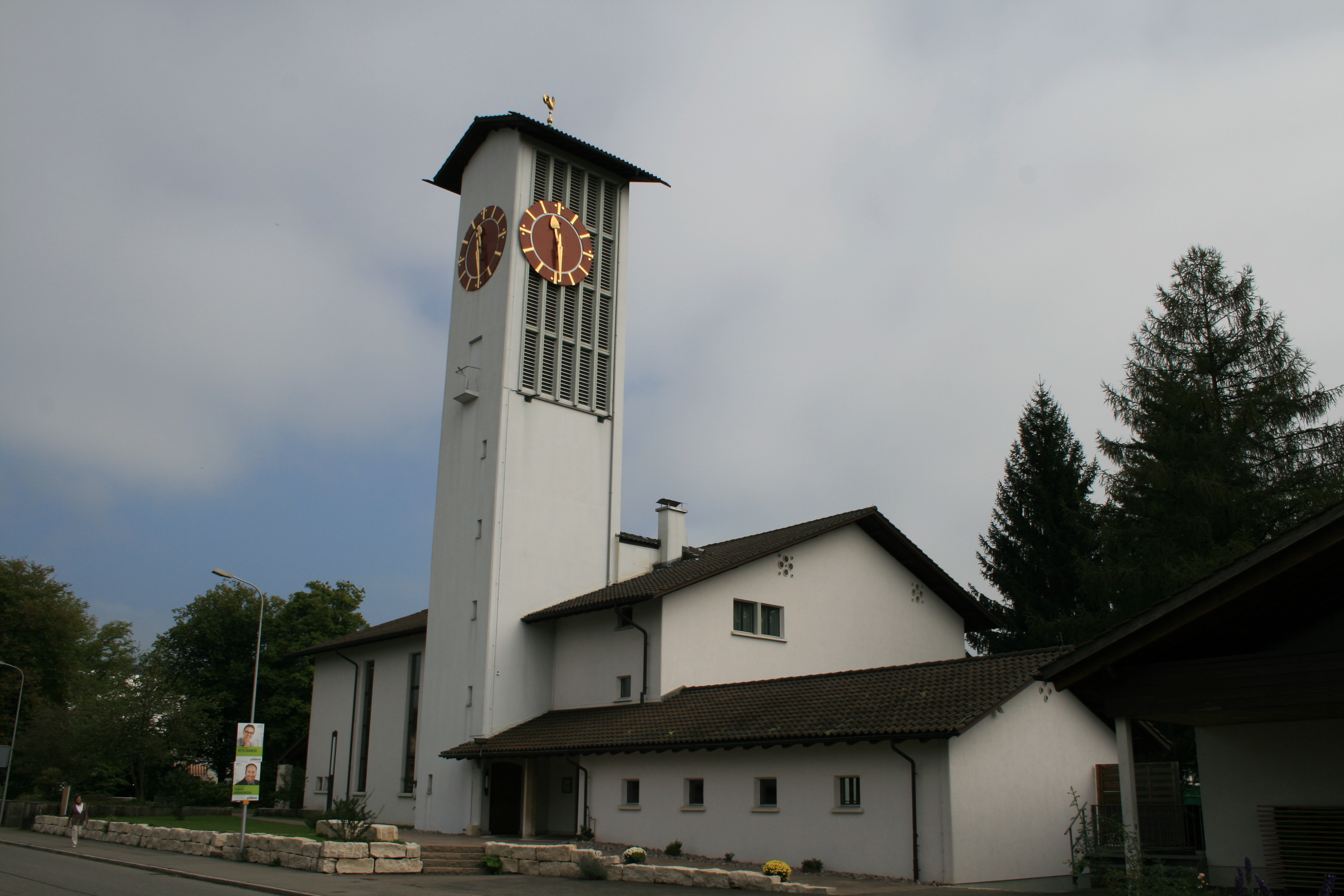
Reformierte Kirche

Die reformierte Kirche Buchs ist die reformierte Kirche in der aargauischen Gemeinde Buchs in der Schweiz. Mit dem Kirchenbau wurde 1949 begonnen und im Jahr darauf wurde die Kirche eingeweiht. Sie gehört der reformierten Kirchgemeinde Buchs-Rohr.

## Geschichte
Die reformierten Christen der Gemeinden Buchs und Rohr (heute ein Stadtteil von Aarau) gehörte zunächst zur Kirchgemeinde Suhr und wurde 1946 selbständig. Bereits drei Jahre später konnte mit dem Bau der Kirche begonnen werden. Erstellt wurde sie im zeitgenössischen Stil der 1950er Jahre.
Seit 2011 ist Sibylle Ehrismann Organistin der Reformierten Kirchgemeinde Buchs-Rohr.

## Ausstattung
In der Kirche stehen zwei Orgeln, eine kleine Pfeifenorgel im Chor und eine grosse, 1951 von der Firma Metzler Orgelbau erbaute, Orgel auf der Empore. Die Glasfenster der Kirche wurden 1970 vom Aargauer Künstler Felix Hoffmann gestaltet.
Die fünf Kirchenglocken wurden von der Glockengiesserei Rüetschi in Aarau gegossen und sind auf die Töne c, es, f, g und b gestimmt.